# 인도-중동-유럽 경제회랑
인도-중동-유럽 경제 회랑( - 經濟回廊, 영어: India-Middle East-Europe Economic Corridor, IMEC)은 2023년 9월 9일 인도 뉴델리에서 열린 G-20 정상회담에서 공개된 경제회랑 계획으로, 아시아, 페르시아만, 유럽 간의 연결성과 경제 통합을 촉진하여 경제 발전을 강화하는 것을 목표로 한다. 계획된 회랑은 인도에서 아랍에미리트, 사우디아라비아, 요르단, 이스라엘, 그리스를 거쳐 유럽까지 이르는 것으로 발표되었다.

## 배경 및 경과
2023년 9월 10일 2023년 G20 뉴델리 정상회담 에서 인도, 미국, 아랍에미리트, 사우디아라비아, 프랑스, 독일, 이탈리아 및 유럽연합 정부가 양해각서(MOU)를 체결했다.

## 세부내용
경제회랑은 철도 및 해운 네트워크를 통해 유럽과 아시아 지역간 운송 및 통신 연결성을 강화하기 위한 계획이다. 참여하는 국가들은 건설되는 철도를 따라 전기, 디지털 케이블, 수소 파이프 등도 부설할 계획이다. AP통신은 이 계획이 ”미국이 주도해 지난해 출범한 글로벌 인프라-투자 파트너십(PGI)의 일환“ 이라고 보도했다. 중국의 일대일로에 대한 미국의 대응책으로 간주된다. 아직 양해각서(MOU) 문서는 경제회랑의 잠재적인 지형을 계획했을 뿐이며, 만약 구현된다면 수에즈 운하와 경쟁하게 될 것이다.
이스라엘-하마스 전쟁으로 인해 계획 진행이 연기되었다.

## 같이 보기
- 일대일로